# Дневник его жены
«Дневни́к его жены́» — художественный фильм режиссёра Алексея Учителя. Россия, 2000 год. Гран-при за лучший фильм кинофестиваля Кинотавр.
История последней любви и одиночества Ивана Бунина.

## Сюжет
На южном побережье Франции живут втроём Иван Бунин, его жена Вера и его любовница Галина. С ними знакомится Леонид Гуров, начинающий писатель из Пскова. Он привозит новость из Стокгольма от Нобелевского комитета о номинации Бунина на Нобелевскую премию по литературе. Бунин воспринимает эту новость с мрачным видом, ведь это уже третья номинация. Хотя Бунин считает его проходимцем, по настоянию жены Гуров остаётся жить с ними.
Жизнь в доме Бунина идёт свои чередом — Галина диктует Вере записи Бунина, а Вера печатает их. Гуров помогает на кухне, успевая делать комплименты жене Бунина. Неожиданно раздаётся звонок с известием о присуждении Бунину Нобелевской премии. Бунин выходит на вечернюю улицу и, подняв руки, кричит от радости. Втроём они едут на награждение, где на приёме в честь Бунина к ним приковано внимание прессы. Любовница начинает ревновать его. Вернувшись в отель, все трое пьют шампанское и сплетничают насчёт членов королевской семьи Швеции.
На поезде они возвращаются во Францию. При пересечении германской границы Бунин подвергается унизительному досмотру — его раздевают до трусов, невзирая на статус нобелевского лауреата. Бунин оказывает сопротивление, но это не останавливает германских пограничников. У Бунина происходит истерика, он рыдает на груди у жены.
К знаменитому писателю приезжает много знакомых. На пикнике на берегу моря они обсуждают, как потратить полученную премию: купить дом или дачу, вложить в процентные бумаги или открыть издательство. Галя заболела и Марга ставит ей «банки». После выздоровления Гали Бунин встречает её на вокзале. По дороге в такси Галя кажется грустной и вспоминает Маргу. Далее Галя и Бунин выходят и гуляют около моря. Бунин вспоминает, что той России, которую он помнит, уже нет и сожалеет, что больше не увидит Родину. Он говорит что ненавидит большевиков, так как им не дано любить.
Марга тоже приезжает к ним на море. Во время купания Вера начинает тонуть. Марга бросается в море и вытаскивает Веру на берег. Бунин ругает жену за неосмотрительность, едва не стоившую жизни. Марга оказывает знаки внимания Гале, Галя пытается избегать её общества, но вечером дарит ей портсигар, Марга целует её, а ночью приходит в комнату Гали — свидетелем этого становится Гуров. Утром за завтраком Гуров предупреждает их быть осторожнее. Галя хочет уехать вместе с Маргой в Париж, Бунин отговаривает её и пытается силой удержать Галину. Бунин на коленях умоляет Маргу не забирать Галину, но Галина непреклонна. Тем временем Гуров признаётся в любви Вере, но она не воспринимает его слова всерьёз.
Начинается Вторая Мировая война, немцы входят в Париж. Знакомые уговаривают Бунина вернуться в Россию, но он отказывается. Марга и Галина живут вместе в Париже. Галина хочет вернуться в Грас к Буниным, но Марга предлагает уехать в Швейцарию или США. Война постепенно катится на восток. Гуров и Бунин спорят о том, возьмут ли немцы Москву. Марга и Галина возвращаются к Буниным, но сам Иван Алексеевич не общается с ними. Деньги от Нобелевской премии кончились, и Бунины попали в нужду — им не хватает денег на продукты.
Однажды вечером Бунин приезжает домой на виллу на автомобиле с ящиком шампанского. Он сообщает, что «русские немцам жопу надрали», имея в виду победу под Сталинградом. Все вместе забывают обиды и пьют шампанское. Бунин также привозит с собой дворняжку, которая ежедневно мочится на постель Веры. Бунин просит Галину вернуться к нему, но Галина остаётся любовницей Марги. Однажды дворняжка, к которой Бунин очень привязался, попадает под машину, все пытаются ей помочь, но сделать ничего не удаётся. Вера с помощью Марги стреляет в собаку из пистолета, чтобы прекратить её мучения.
Бунин впадает в депрессию. Между тем Марга сообщает Бунину, что русские уже штурмуют Берлин, а они с Галиной уезжают в Америку. Гуров продолжает любить Веру и жалуется ей на свою судьбу. Он предлагает ей уехать в Париж и стать его женой. Она отказывается, и тогда Гуров пытается покончить жизнь самоубийством. Бунин спасает его, буквально вынимая из петли.
Иван Алексеевич болеет. Однажды он получает письмо от Жанны с приличной суммой денег. Вместе с Верой они решают совершить путешествие в Италию. По пути в Италию в поезде Бунин умирает.

## В ролях
- Андрей Смирнов — Иван Бунин
- Галина Тюнина — Вера Бунина, жена
- Евгений Миронов — Леонид Гуров[1]
- Ольга Будина — Галина Плотникова, любовница
- Елена Морозова — Марга Ковтун (Маргарита Степун)
- Дани Каган — Жанна
- Татьяна Москвина — Соня
- Сергей Виноградов — Аля
- Ирина Соколова
- Никола Самонов
- Сергей Заморев
- Юрий Степанов
- Софи Тайлеран
- Тони Думаер
- Николай Дик

## Награды
- Кинопремия «Ника» (2001 год)
  - Лучший игровой фильм 
  - Лучшая мужская роль — Андрей Смирнов
  - Лучшая работа кинооператора — Юрий Клименко
- Кинофестиваль «Кинотавр» (2000 год)
  - Гран-при за лучший фильм